# Röthenbach im Emmental
Röthenbach im Emmental ist eine Einwohnergemeinde im Schweizer Kanton Bern. Sie gehört zum Verwaltungskreis Emmental.
Mit dem Namen existieren eine Einwohnergemeinde und eine Kirchgemeinde der Reformierten Kirchen Bern-Jura-Solothurn. Eine Burgergemeinde gibt es nicht.

## Geographie
Das Dorf Röthenbach im Emmental ist rundum von Hügeln mit etwa 1000 Metern Höhe umgeben. Namensgebend ist der Fluss Röthenbach, welcher knapp auf Eggiwiler Gebiet entspringt und in die Emme mündet. Das Gemeindegebiet erstreckt sich von der Honegg (1546 m ü. M.) bis zum Weiler Ryffersegg im Norden. Nordwestlich des Schallenbergpasses (1168 m ü. M.) werden auch Höhen von über 1200 Meter erreicht.
Die Gemeinde setzt sich aus vielen Weilern zusammen. Nebst dem Dorf Röthenbach ist Oberei der grösste. Die Primarschule besuchen die Kinder der Gemeinde Röthenbach i. E. im Schulhaus Röthenbach, welches sich im Dorf befindet. Die Sekundarschule besuchen sie in Signau oder Unterlangenegg.
47 Prozent des Gemeindegebiets sind bewaldet, was Röthenbach zu einer der waldreichsten Gemeinden der Schweiz macht. Nebst der Forstwirtschaft sind viele Bewohner in der Landwirtschaft beschäftigt. Da Ackerbau nur begrenzt möglich ist, wird vor allem Milchwirtschaft betrieben.
Die Nachbargemeinden von Norden beginnend im Uhrzeigersinn sind Signau, Eggiwil, Schangnau, Eriz, Oberlangenegg, Wachseldorn, Buchholterberg, Linden BE und Bowil.

## Geschichte

Luftbild von Werner Friedli (1954)

Erstmals wurde der Ort im Jahr 1148 als Rochembac erwähnt. Damals gab es im Ort ein Kloster, das 1484 aufgehoben wurde. Bis zum 19. Jahrhundert galt die Gemeinde als Hochburg des Küherwesens.
1905 wurde im Dorf Röthenbach eine Pfarrkirche erbaut, die die Kirche Würzbrunnen ersetzte. Im Weiler Würzbrunnen gibt es schon seit rund 1000 Jahren eine Kirche. Sie war die Mutterkirche des ganzen Emmentals und ein bekannter Wallfahrtsort.

## Politik
Die Stimmenanteile der Parteien anlässlich der Nationalratswahl 2023 betrugen: SVP 68,0 % (−0,9 %), EDU 9,0 % (+1,3 %), Mitte 4,2 % (−2,8 %), EVP 3,6 % (+1,0 %), SP 3,6 % (+0,3 %), glp 2,4 % (+0,6 %), FDP 2,3 % (+0,4 %), GPS 1,8 % (−0,4 %).

## Sehenswürdigkeiten
Röthenbach ist bekannt für den Chuderhüsiturm, einen hölzernen Aussichtsturm, und das Würzbrunnechiuchli (Würzbrunnenkirchlein), das wegen seiner Lage auf einer Anhöhe in einer Wiese häufig für Hochzeiten genutzt wird. Die Kirche erlangte Bekanntheit durch Franz Schnyders Verfilmungen der Bücher von Jeremias Gotthelf.

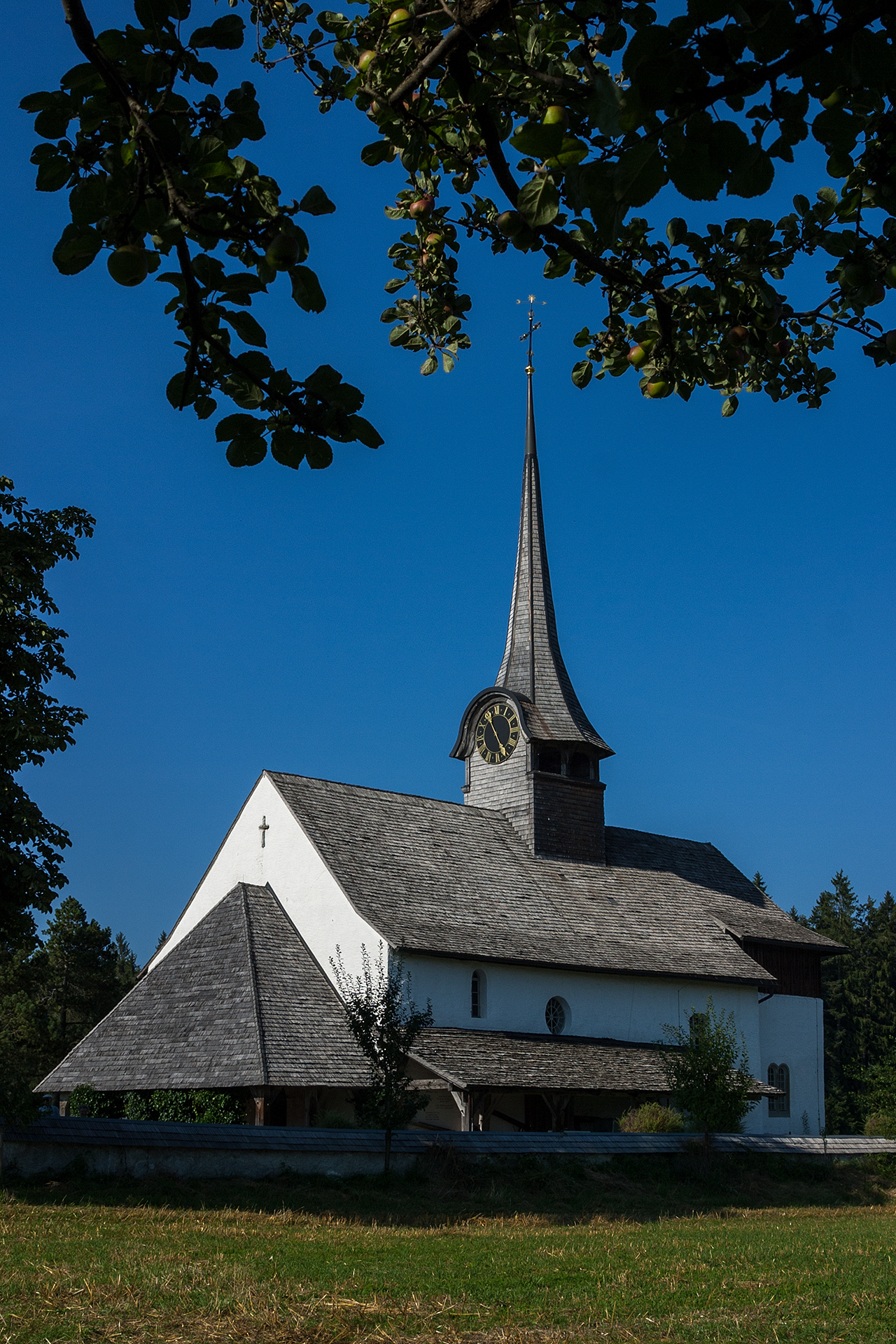
Kirche Würzbrunnen
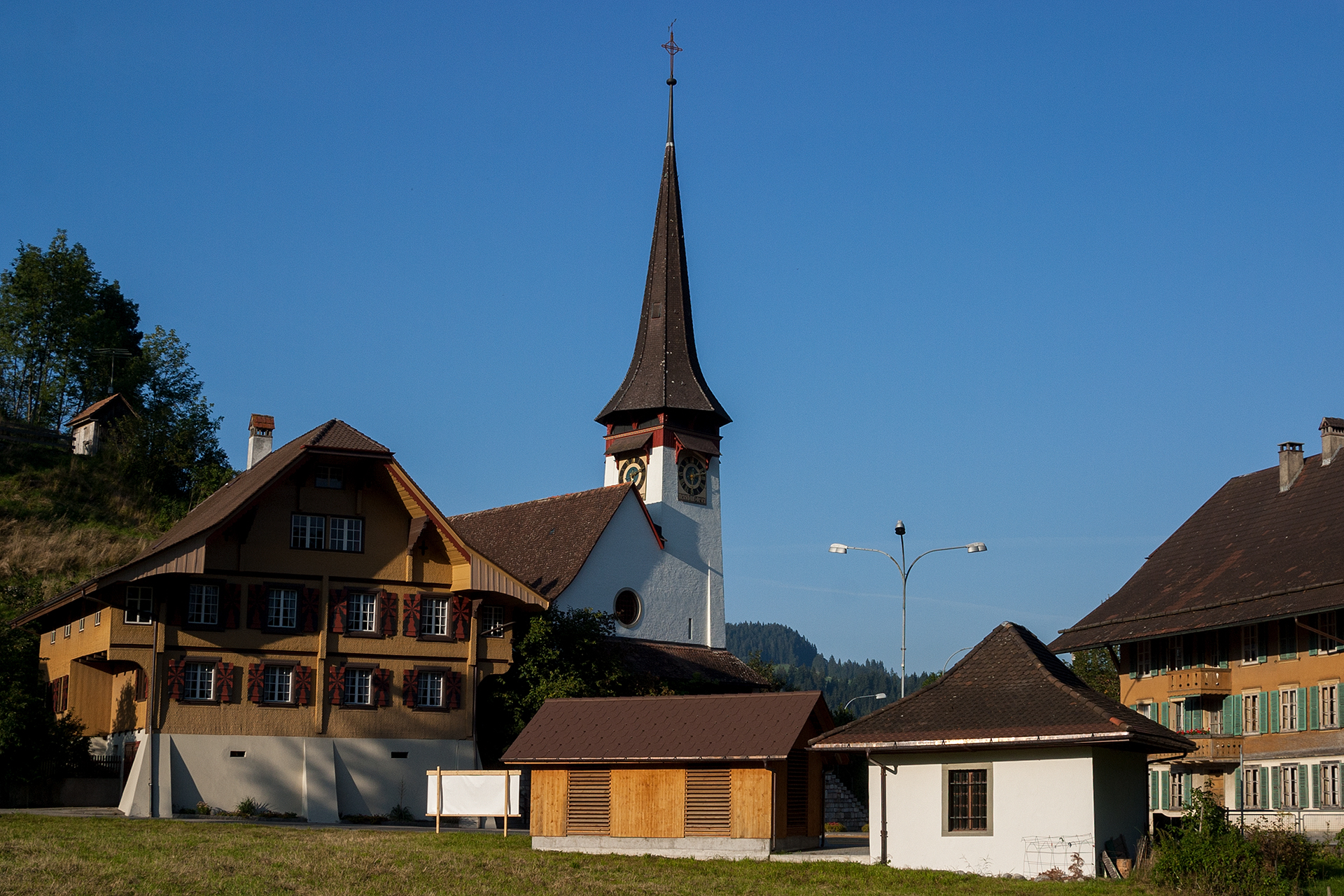
Das Dorf mit Kirche
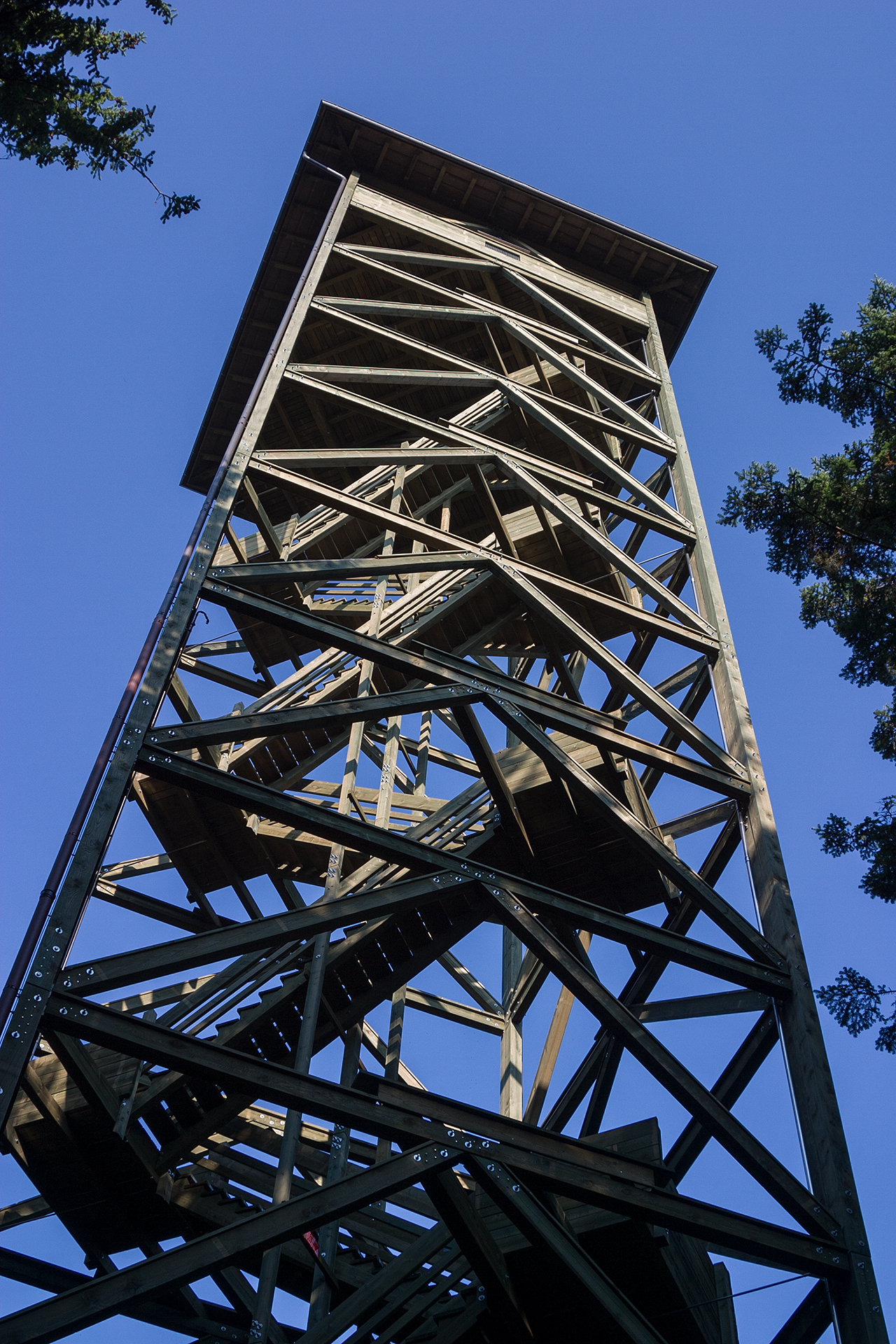
Aussichtsturm Chuderhüsi